# Śpiąca Cyganka
Śpiąca Cyganka (fr. La Bohémienne endormie) – obraz olejny namalowany w 1897 przez francuskiego malarza naiwnego Henriego Rousseau. Fantastyczne przedstawienie lwa rozmyślającego nad kobietą śpiącą w księżycową noc jest jednym z najbardziej rozpoznawalnych dzieł sztuki czasów współczesnych.

## Historia
Rousseau wystawił obraz po raz pierwszy na 13. wystawie Salonu Niezależnych próbując bez powodzenia sprzedać go burmistrzowi rodzinnego Laval. Obraz znalazł się ostatecznie w prywatnej kolekcji paryskiego handlarza węglem, w którego posiadaniu był do 1924, kiedy odkrył go krytyk Louis Vauxcelles. W tym samym roku obraz nabył paryski marszand Daniel-Henry Kahnweiler, jakkolwiek powstał spór, czy dzieło nie jest falsyfikatem. Później historyk sztuki Alfred H. Barr Jr. zakupił obraz dla nowojorskiego Museum of Modern Art.

## Inspiracja obrazem
Obraz stanowił inspirację w poezji i muzyce i był zmieniany i parodiowany przez różnych artystów, zastępujących często lwa psem lub innym zwierzęciem. W odcinku „Mom and Pop Art” serialu animowanego Simpsonowie Homer marzy o obudzeniu się w dziele sztuki z lwem oblizującym jego głowę. Odbitka obrazu pojawia się w filmie Garsoniera ponad pogrążoną w śpiączce Fran Kubelik.